# Plan Calcul
Plan Calcul (рус.: План Калькуль) - французская правительственная программа по развитию национальной и европейской компьютерной индустрии, а также стимулированию связаных с ней исследований и образования.

## История
Программа была одобрена в июле 1966 года Президентом Франции Шарлем де Голлем как результат двух ключевых событий, из-за которых его правительство обеспокоилось зависимостью Франции от компьютерной промышленности США. В середине 60-х годов США отказали Франции с целью помешать созданию своей водородной бомбы в экспортной лицензии на американские компьютеры фирм IBM (IBM System/360 Model 92) и CDC (CDC 6600), предназначавшиеся для Французского комиссариата по атомной энергии (CEA). США посчитали, что поставка таких компьютеров нарушает Договор о запрещении ядерных испытаний. Эмбарго было снято лишь в октябре 1966 года после того, как Франция вышла из военной организации НАТО, оставаясь участницей политической структуры. Компьютеры были поставлены в исследовательский центр Комиссариата в городе Saclay под гарантии, что они не будут использоваться для разработки оружия.
Тем временем в 1964 году американская компания General Electric приобрела часть крупнейшей французской компьютерной компании Compagnie des Machines Bull с правом решающего голоса. Compagnie des Machines Bull была второй по величие компанией во Франции после IBM France, а также ведущим производителем информационного оборудования в Европе. Продажа Bull, хоть и вызывала сопротивление французского правительства, была вызвана сложным финансовым положением компании. Сделка была одобрена под обязательство General Electric сохранить исследовательское подразделение Bull, а также с надеждой, что Bull получит доступ к американским технологиям и управленческой экспертизе. После покупки доли компании, которая получила название "Affaire Bull", совместное предприятие GE-Bull сняла с производства два компьютера Bull.
Ответственность по реализации программы была возложена на специально созданное правительственное агентство Délégation générale à l'informatique, которое подчинялось непосредственно премьер-министру. Агентство возглавил французский государственный деятель Робер Галлей, который до этого принимал активное участие во французской атомной программе.

## Компания CII
В соответствии с программой в декабре 1966 года была создана компания Compagnie Internationale d'Informatique (CII) как производитель коммерческих и научных компьютеров сначала по лицензии американской компании Scientific Data Systems. Компания была создана путем объединения двух мелких компаний - Societe d'Electronique et d'Automatique (SEA) и Compagnie
Europeenne d'Automatisme (CAE). Финансирование осуществлялось совместно несколькими ведущими компаниями по производству электрического и коммуникационного оборудования. 13 апреля 1967 года между CII и французским правительством было подписано соглашение на 5 лет, согласно которому правительство выделяло 80 миллионов долларов на исследования и еще 8 миллионов долларов на другие работы. Если CII достигнет поставленных целей, она должна будет вернуть полученные от государства деньги.
Что касается исследований и образования, то согласно программе в 1967 году был создан Национальный институт исследований в информатике и автоматике, а также проводилось широкое обучение программированию и компьютерным наукам.
В конце 60-х годов CII объявила о выпуске новых, самостоятельно разработанных мейнфреймов Iris 50 (1970 г.) и Iris 80 (1971 г.), а также о выпуске мини-компьтера Mitra 15 (1971 г., ведущий разработчик - Алис Рекок), который стал коммерчески успешным в последующие годы. Архитектура Mitre 15 была повторена в ЕС-1010, ЕС-1011, ЕС-1012 и ЕС-1015 семейства ЕС ЭВМ, выпускавшихся в Венгерской Народной Республике.
CII также имела долю в фирме по производству периферийных устройств Magnetic Peripherals Inc. CII начала переговоры с германской фирмой Siemens и нидерландской фирмой Phillips о создании совместной европейской компании Unidata, которая выпустила свою первую продукцию на все-европейский рынок в 1974 году.
Бюджет программы Plan Calcul на 1967 году составил 104 миллиона франков (21 миллион долларов США по курсу тех лет), а на общий объем финансирования до 1970 года выделялось 450 миллионов франков (90 миллионов долларов США по курсу тех лет). Финансирование проекта продолжалось до середины 1970-х годов. Проект был закрыт с приходом к власти Валери Жискар д’Эстена. Компания CII была куплена конгломератом Honeywell-Bull в 1976 году. Правительство признало, что программа в конечном счете провалилась.